# Oecobius sudcaliforniana
Espèce
Oecobius sudcaliforniana est une espèce d'araignées aranéomorphes de la famille des Oecobiidae.

## Répartition
Cette espèce est endémique de Basse-Californie du Sud au Mexique,. Elle se rencontre dans les environs de La Paz et de Los Cabos.

## Description
Le mâle holotype mesure 2,18 mm et la femelle paratype 2,78 mm, les mâles mesurent de 1,75 à 2,65 mm et les femelles de 1,99 à 2,88 mm.

## Systématique et taxinomie
Cette espèce a été décrite par Alcántar-Valenzuela, Chamé-Vázquez et Jiménez en 2025.

## Étymologie
Son nom d'espèce lui a été donné en référence au lieu de sa découverte, la Basse-Californie du Sud.

## Publication originale
- Alcántar-Valenzuela, Chamé-Vázquez & Jiménez, 2025 : « Four new species of the spider genus Oecobius Lucas, 1846 (Araneae: Oecobiidae) from northwestern Mexico. » Zootaxa, no 5679(4), p. 501-520.